# Cantone di Sommières
Il Cantone di Sommières era una divisione amministrativa dell'arrondissement di Nîmes.
A seguito della riforma approvata con decreto del 24 febbraio 2014, che ha avuto attuazione dopo le elezioni dipartimentali del 2015, è stato soppresso.

## Composizione
Comprendeva i comuni di:
- Aigues-Vives
- Aspères
- Aubais
- Aujargues
- Boissières
- Calvisson
- Congénies
- Fontanès
- Junas
- Langlade
- Lecques
- Nages-et-Solorgues
- Saint-Clément
- Saint-Dionisy
- Salinelles
- Sommières
- Souvignargues
- Villevieille